# NGC 3166
NGC 3166 é uma galáxia espiral barrada (SB0-a) localizada na direcção da constelação de Sextans. Possui uma declinação de +03° 25' 33" e uma ascensão recta de 10 horas, 13 minutos e 45,5 segundos.
A galáxia NGC 3166 foi descoberta em 19 de Dezembro de 1783 por William Herschel.